# Lufthansa-vlucht 181

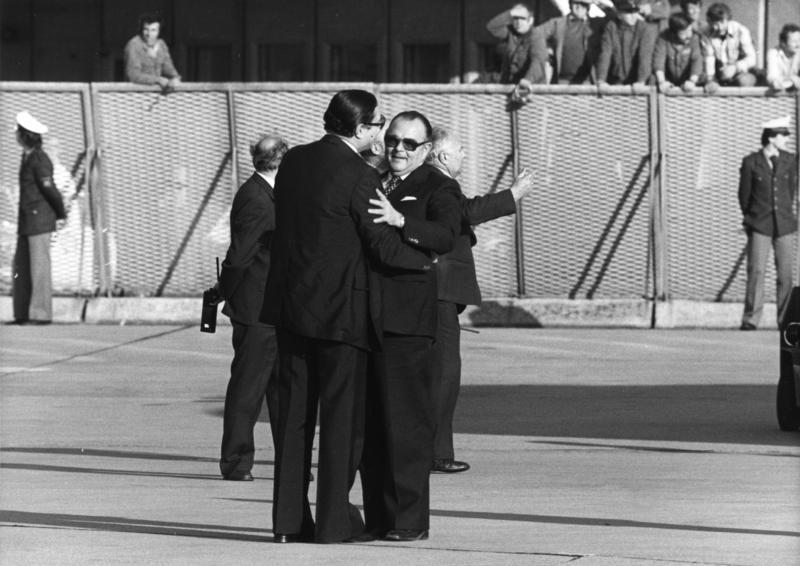
Minister van Binnenlandse Zaken Werner Maihofer verwelkomt Wischnewski (rechts) op de luchthaven van Bonn

Lufthansa-vlucht 181 was een Boeing 737-vliegtuig genaamd Landshut van de Duitse luchtvaartmaatschappij Lufthansa, die op 13 oktober 1977 werd gekaapt door het Volksfront voor de Bevrijding van Palestina, dat de Duitse terreurgroep Rote Armee Fraktion (RAF) steunde. Het doel was elf gevangen RAF-leden vrij te krijgen. Daarnaast eisten de kapers 15 miljoen dollar losgeld. Na veel omzwervingen werd het toestel in de Somalische hoofdstad Mogadishu bestormd door de Duitse antiterreureenheid GSG 9.

## Achtergrond
Op 30 juli 1977 werd Jürgen Ponto, directeur van de Dresdner Bank, doodgeschoten. Verder werd Hanns-Martin Schleyer ontvoerd, om 11 leden van de West-Duitse, links-extremistische, terreurgroep RAF vrij te krijgen. Toen de regering na vijf weken nog steeds geen gehoor had gegeven aan deze eis, besloot het Volksfront voor de Bevrijding van Palestina een Duits vliegtuig te kapen om de druk verder op te voeren. Al deze gebeurtenissen worden in Duitsland de Duitse Herfst genoemd.

## De kaping
Op 13 oktober 1977 vlogen 86 toeristen vanaf Palma de Mallorca naar Frankfurt am Main. Toen het toestel, de Landshut, over de Franse Middellandse Zeekust vloog, namen vier kapers om 13.30 uur CET de controle over het vliegtuig over. Hun aanvoerder noemde zich 'kapitein Martelaar Mahmud' (zijn echte naam was Zohair Youssif Akache); zijn handlangers (een man en twee vrouwen) waren ingecheckt als Riza Abbasi, Hind Alameh, en Sorya Ansari, maar hun echte namen luidden Wabil Harb, Nadja Duaibes en Souhaila Andrawes. De passagiers, stewardessen en de copiloot Jürgen Vietor werden achter in het toestel samengedreven. Hierna kreeg de gezagvoerder Jürgen Schumann het bevel om naar de luchthaven Larnaca op Cyprus te vliegen. Hier was echter niet genoeg brandstof voor, dus werd er eerst koers gezet richting Rome.

## Rome
Nadat het vliegtuig in Rome was aangekomen, werd er bijgetankt. Vervolgens maakte Mahmud zijn eisen bekend: hij wilde allereerst de vrijlating van tien RAF-leden die gevangen zaten in de JVA Stuttgart-Stammheim-gevangenis. Ook wilde hij de vrijlating van twee Palestijnse landgenoten die werden vastgehouden in Turkije. Tot slot moest een losprijs van vijftien miljoen dollar betaald worden. Om 17.45 uur (CET) gaven de kapers de piloten het bevel op te stijgen om vervolgens richting Cyprus te vliegen.

## Cyprus
Het vliegtuig landde in Larnaca, Cyprus om 20.28 uur CET. Na een uur arriveerde een vertegenwoordiger van de lokale PLO, die via de radio probeerde Mahmud over te halen de gijzeling te beëindigen. De reactie was een woedend geschreeuw in het Arabisch tot de vertegenwoordiger het opgaf en afdroop. Nadat er was bijgetankt, vroeg Schumann om een vliegroute naar Beiroet, Libanon. Er werd hem verteld dat dit vliegveld voor hen gesloten was en dat de landingsbanen waren geblokkeerd. Toch vertrok het toestel rond 22.50 uur richting Beiroet. Daar aangekomen werd toestemming tot landen inderdaad geweigerd. Na ook te zijn geweigerd in Damascus, Bagdad en Koeweit zette het toestel koers richting Bahrein.

## Reactie
Ondertussen nam een crisisstaf in Bonn onder leiding van minister van Staat Hans-Jürgen Wischnewski verschillende scenario's door. Het was al snel duidelijk dat niet aan de eisen van de terroristen zou worden voldaan; het was tijd voor de Grenzschutz gruppe 9, kortweg GSG 9. Deze speciale antiterreureenheid werd pas vijf jaar eerder, op 26 september 1972, opgericht, na de rampzalige gijzeling tijdens de Olympische Spelen in München. De Palestijnse terreurgroep "Zwarte september" vermoordde toen twee leden van het Israëlische olympische team en hield negen anderen gegijzeld. Tijdens een mislukte bevrijdingspoging kwamen alle gegijzelden, vijf van de acht terroristen en een politieman om het leven. De kaping van de Landshut was dus de vuurproef voor de door Ulrich Wegener opgezette eenheid. Terwijl de gekaapte machine nog op Larnaca stond, steeg er een vliegtuig met GSG 9-commando's op, dat koers zette naar de Landshut voor Operatie Feuerzauber (vuurwerk).

## Bahrein
Schumann kreeg van een passerend vliegtuig te horen dat ook Bahrein niet toegankelijk was voor het vliegtuig. Hij maakte daarop contact met de luchtverkeersleiding en vertelde hen dat hij niet meer voldoende brandstof had om ergens anders naartoe te gaan. Hoewel hun verzoek tot landen aanvankelijk wederom werd geweigerd, kregen ze plotseling toch een landingsfrequentie waardoor ze uiteindelijk om 01.52 uur konden landen. Bij aankomst werd het toestel onmiddellijk omsingeld door Bahreinse troepen. Mahmoud berichtte via de verkeerstoren dat als de troepen niet teruggetrokken werden, hij copiloot Vietor zou neerschieten. Hij stelde een deadline van 5 minuten in en hield zijn pistool tegen het hoofd van Vietor. De troepen besloten zich hierop terug te trekken waarna het vliegtuig kon bijtanken. Nadat dit was gebeurd, steeg het vliegtuig op om vervolgens richting Dubai te vliegen.

## Dubai
Bij het naderen van Dubai kregen ze wederom geen toestemming om te landen. Ze konden vanuit de lucht al zien dat de landingsbanen waren geblokkeerd met trucks en andere voertuigen. Omdat ze bijna geen brandstof meer hadden vertelde Schumann via de radio dat ze sowieso moesten landen en toen ze nogmaals laag overvlogen, zagen ze dat de voertuigen werden verwijderd. Zo kon er om 5.51 uur toch geland worden. De terroristen vroegen de verkeerstoren water, voedsel, medicijnen en kranten te leveren. Het lukte Jürgen Schumann (gecodeerd) door te geven dat de kapers twee mannen en twee vrouwen waren. In een interview met de pers deelde de Dubaise minister van Defensie, sjeik Mohammed bin Rasjid Al Maktoem, dit mee. De kapers hebben waarschijnlijk meegeluisterd via de radio en bedreigden Schumann met zijn leven.
Ondertussen kwamen Hans-Jürgen Wischnewski en de GSG 9 inclusief Ulrich Wegener aan in Dubai. Ze begonnen direct te onderhandelen over toestemming om het vliegtuig te bestormen. Toen die gegeven werd, drongen enkele leden aan om eerst extra te trainen op een nabij gelegen landingsbaan. Ook de twee SAS-leden die meegekomen waren om te adviseren/toezicht te houden wilden eerst meer trainen, en aldus geschiedde. Ondertussen was het bijtanken van de Landshut afgerond en steeg het toestel op met bestemming Salalah, Oman, waar het landen voor de zoveelste keer werd geweigerd. Hierop zette het toestel koers naar Aden, Jemen.

## Aden
Ook in Aden mocht het toestel niet landen en waren de twee landingsbanen geblokkeerd met voertuigen. Er was echter niet meer genoeg brandstof om verder te vliegen. Noodgedwongen landde de piloot om 15.55 uur CET (inmiddels 16 oktober) in het zand naast de landingsbaan. De plaatselijke autoriteiten vertelden de kapers dat ze direct weer moesten vertrekken, maar de piloten waren sceptisch over de toestand van het landingsgestel na de harde landing in het zand. Schumann kreeg toestemming om buiten een inspectie uit te voeren, maar toen hij daarmee klaar was ging hij niet direct weer naar binnen. De redenen van zijn afwezigheid zijn nog steeds niet duidelijk, maar er wordt gesuggereerd dat hij aan de Jemenitisch autoriteiten heeft verzocht het toestel niet meer te laten vertrekken.
Toen Schumann weer terug in het toestel kwam, stond hij oog in oog met de wreedheid van Mahmoud. Die liet hem tussen de passagiers knielen en schoot hem vervolgens in koelen bloede dood, zonder hem een kans te geven zijn afwezigheid uit te leggen. Om 02.02 uur, nadat het toestel was bijgetankt, steeg het toestel op om onder leiding van Jürgen Vietor naar de Somalische hoofdstad Mogadishu te vliegen.

## Mogadishu
Rond half zeven 's ochtends lokale tijd landde de Landshut onaangekondigd in Mogadishu. Vietor werd verteld dat hij het vliegtuig mocht verlaten, de kapers zouden Mogadishu sowieso niet meer verlaten. Schumans lichaam werd uit het vliegtuig gegooid en de kapers stelden een ultimatum in voor het vrijlaten van de RAF-leden; dit moest 4 uur 's middags gebeurd zijn, anders zouden de kapers het vliegtuig opblazen. De handen van de passagiers werden gebonden met linnen van kousen en dergelijke. Vervolgens werden de passagiers overgoten met alcohol, zodat ze beter zouden branden.
De tijd drong en eindelijk lieten de onderhandelaars van zich horen: de regering zou aan alle eisen voldoen en de RAF-leden naar Mogadishu brengen, maar daar was meer tijd voor nodig. De kapers voldeden aan het verzoek en verlengden het ultimatum tot 18 oktober om 02.30 uur lokale tijd. Ondertussen was ook het toestel van de GSG 9 geland en was Wischnewski gaan onderhandelen met het Somalische staatshoofd Siad Barre die de Duitsers toestemming gaf voor het bestormen van de Landshut.

## Uiteindelijke route

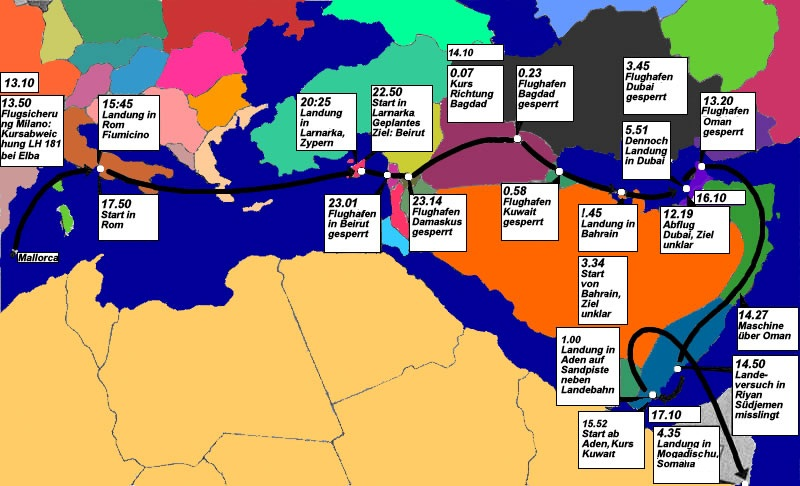
De uiteindelijke route van vlucht 181 (Duits)

## Operatie Feuerzauber
Rond 12 uur 's middags plaatselijke tijd hadden kolonel Ulrich Wegener en zijn majoor Klaus Blatte hun aanvalsplan afgerond. Er werd besloten om 02.00 uur het toestel van achteren te benaderen, in zijn dode hoek. Vervolgens zouden zes teams, gebruikmakend van zwartgeverfde ladders, het toestel via alle beschikbare ingangen binnendringen. Vooraf moesten de kapers worden afgeleid door het Somalische leger en de toren.
Een paar minuten voor de bestorming ontstaken de Somalische troepen een groot vuur op de landingsbaan. Twee kapers gingen daarop naar de cockpit, waar de verkeerstoren hen afleidde met schijnonderhandelingen. Hierdoor waren die kapers al geïsoleerd van de gegijzelden, wat de operatie gemakkelijker maakte.
Ondertussen waren de GSG 9-commando's via de achterkant bij het toestel gearriveerd en om 02.07 uur openden ze de deuren en stormden van alle kanten tegelijk het vliegtuig in. Een Amerikaanse passagier beschreef de situatie als volgt: "Ik zag een deur open gaan en een man verscheen. Zijn gezicht was zwartgeverfd en hij schreeuwde in het Duits 'Wij zijn hier om jullie te redden, iedereen bukken!' en toen begonnen ze te schieten." Een kaapster (Shanaz Holun) die de deur probeerde te barricaderen werd direct doodgeschoten. In het hierop volgende vuurgevecht kwam ook Riza Abbasi om het leven. Soraya Ansari vluchtte naar de achterkant van het vliegtuig en sloot zichzelf op in het toilet. Ze raakte zwaargewond maar uiteindelijk overleefde ze. Twee minuten na het begin van de aanval was de vliegtuigcabine in handen van de GSG 9 en werden de passagiers geëvacueerd. Op dat moment begon de strijd om de cockpit. De leider van de terroristen wierp twee handgranaten naar de GSG 9-commando's. Deze kwamen onder vliegtuigstoelen tot ontploffing en richtten verder weinig schade aan. De terroristenleider werd vervolgens als vierde en laatste terrorist uitgeschakeld. Hij werd in het hoofd geraakt door Ulrich Wegener en overleed later aan zijn verwondingen. Elf minuten na het begin van de GSG 9-interventie was het vliegtuig volledig in handen van de commando's zonder verliezen.
Er is controverse over wat precies de rol van de SAS in het conflict is geweest. Er zijn namelijk mensen die stellen dat de twee SAS-leden direct betrokken waren bij het conflict. In een interview uit 2007 zei Ulrich Wegener echter dat de SAS-leden aanwezig waren tijdens de operatie en suggesties hadden gedaan, maar dat ze verder geen enkele rol in het conflict hebben gespeeld.

## Nasleep
Vier uur na het beëindigen van de gijzeling werden de gegijzelden samen met de commando's naar Duitsland gevlogen, waar ze als helden werden onthaald. Alle commando's kregen een hoge Duitse onderscheiding en de Duitse regering werd geprezen om haar daadkrachtige optreden. De Duitse regering besloot na de crisis nooit meer te zullen onderhandelen met terroristen.
Toch was het geweld nog niet ten einde: enkele uren later werden RAF-leden Ensslin, Baader en Jan-Carl Raspe dood aangetroffen in hun cellen in de Stammheim-gevangenis. De volgende dag werd Hanns-Martin Schleyer dood in een geparkeerde auto aangetroffen.